# Sphyrometopa
Sphyrometopa is een geslacht van rechtvleugeligen uit de familie sabelsprinkhanen (Tettigoniidae). De wetenschappelijke naam van dit geslacht is voor het eerst geldig gepubliceerd in 1908 door Carl.

## Soorten
Het geslacht Sphyrometopa omvat de volgende soorten:
- Sphyrometopa atlantica Rentz, 1976
- Sphyrometopa femorata Carl, 1908